# الشيخ عثمان آل نازح
عثمان آل نازح كان عالِم دين بارزًا في صفوف الدولة الإسلامية .
أكمل الشيخ عثمان آل نازح تعليمه في المملكة العربية السعودية، وحصل على درجة الماجستير ثم الدكتوراه، ثم عمل مدرسًا للعلوم الشرعية في الجامعة الإسلامية بالرياض.
ثم مُنع الشيخ من التدريس، فانتقل إلى سوريا، وتبعه عدد كبير من طلابه.
تولى الشيخ منصبًا رفيعًا في الدولة الإسلامية وكان يُصدر الفتاوى وفي عام 2015، توفي الشيخ في معركة كوباني.         